# Glaucium
Glaucium is een geslacht van ongeveer 25 soorten tweejarige of meerjarige, kruidachtige planten uit de papaverfamilie (Papaveraceae). Het geslacht komt van nature voor in Europa, Noord-Afrika en Zuidwest- en Centraal-Azië.
De soorten komen gewoonlijk voor op zouthoudende gronden, langs kusten en bij zoutpannen.

## Soorten
- Glaucium afghanicum
- Glaucium arabicum
- Glaucium bracteatum
- Glaucium calycinum
- Glaucium caricum
- Glaucium corniculatum inheems in West-Europa.
- Glaucium cuneatum
- Glaucium fimbrilligerum
- Glaucium fischeri
- Glaucium flavum Gele hoornpapaver
- Glaucium grandiflora inheems in het westelijke Middellandse Zeegebied.
- Glaucium judaicum
- Glaucium leptopodum
- Glaucium luteum
- Glaucium persicum
- Glaucium phoenicum
- Glaucium pulchrum
- Glaucium refractum
- Glaucium squamigerum

... · G. corniculatum · G. fimbrilligerum · G. flavum (Gele hoornpapaver) · ...
... · 
Argemone · 
Bocconia · 
Ceratocapnos · 
Chelidonium (Stinkende gouwe) · 
Corydalis (Helmbloem) · 
Dendromecon · 
Dicentra · 
Eschscholzia · 
Fumaria (Duivenkervel) · 
Glaucium · 
Hunnemannia · 
Meconopsis · 
Papaver (Klaproos) · 
Pseudofumaria (Muurhelmbloem) · 
Romneya ·  
Stylophorum · 
...